# Temps mort
Pour les articles homonymes, voir Temps (homonymie) et Temps mort (homonymie).

Pictogramme montrant le signe de demande d'un temps mort.

Dans certains sports, principalement collectifs, le temps mort désigne une pause temporaire du jeu allant de 30 secondes à quelques minutes. Cette période est utilisée par les joueurs pour « récupérer » et par les entraîneurs pour donner des consignes tactiques, et éventuellement faire des changements dans leur équipe.

## Spécificités par type de sport
- Au basket-ball, un temps mort peut être demandé par l'entraîneur d'une des équipes lors d'un arrêt de jeu, mais en NBA, une règle spécifique permet également au joueur qui possède la balle d'arrêter le jeu pour lancer un temps mort.
- Au football américain, les temps morts peuvent être demandés par les entraîneurs entre deux phases de jeu. Ils présentent un véritable intérêt tactique puisqu'ils bloquent l'horloge (qui continue de tourner en temps normal), ce qui permet à l'équipe menée au score de sauver du temps.
- Au handball, il y a deux types de temps mort, les temps mort à la discrétion des arbitres et les temps mort d'équipe. Chaque entraîneur dispose de trois temps morts par match utilisables dans la limite de deux par mi-temps, qu'il peut demander uniquement quand son équipe est en possession du ballon.
- Au hockey sur glace, chaque entraineur peut demander un temps mort de 30 secondes par match. Il ne peut être demandé que pendant un arrêt de jeu. Les joueurs pénalisés ne peuvent pas rejoindre leur équipe et doivent rester sur le banc de pénalité.
- Au tennis de table, chaque joueur (ou chaque paire lors de rencontre en double, ou encore le capitaine lors d'une rencontre par équipes) a la possibilité de prendre un temps mort d'une minute maximum, une fois par rencontre[1]. Ce temps est utilisé pour récupérer physiquement et mentalement, et pour passer les consignes tactiques.
- Au volley-ball, chaque entraîneur peut demander deux temps morts non consécutifs, chacun de 30 secondes. Lorsqu'une équipe atteint le 8e ou le 16e point, un temps mort technique a lieu, d'une durée de 60 secondes[2]. Dans le cinquième set, il n'y a pas de temps mort technique.
- Au water-polo, chaque équipe peut demander deux temps mort de 60 secondes, mais uniquement à condition d'être en possession de la balle.

## Critiques
L'usage des temps mort au basket-ball en NBA fait l'objet de critiques, compte tenu du ralentissement du rythme du jeu et de la baisse d'intérêt que cela implique. Le nombre de temps morts a été revu à la baisse en 2017, passant à 7 maximum par équipe, et au maximum deux par équipe durant les trois dernières minutes.

## Galerie

Exemple de temps mort dans différents sports
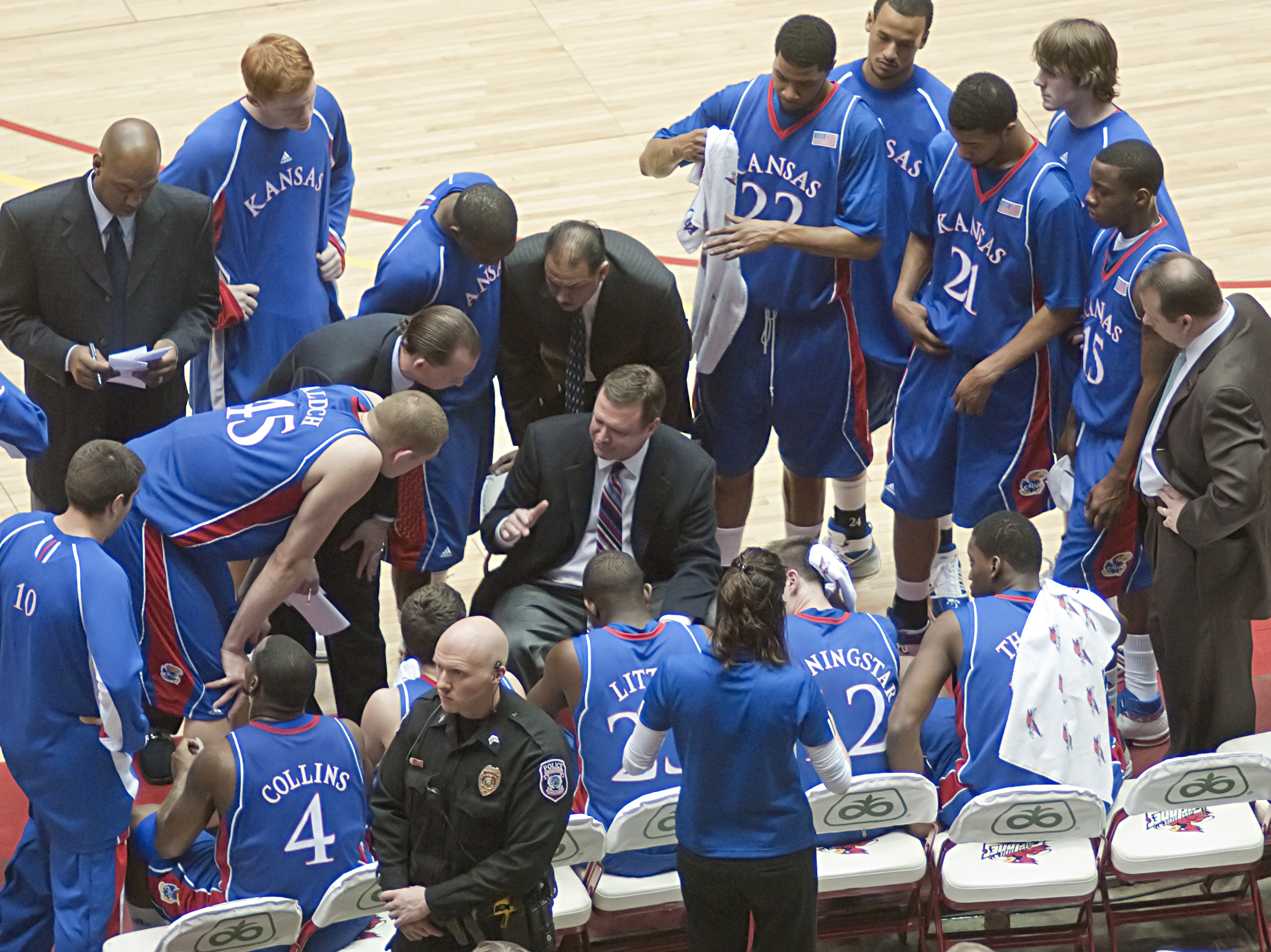
Au basket-ball.
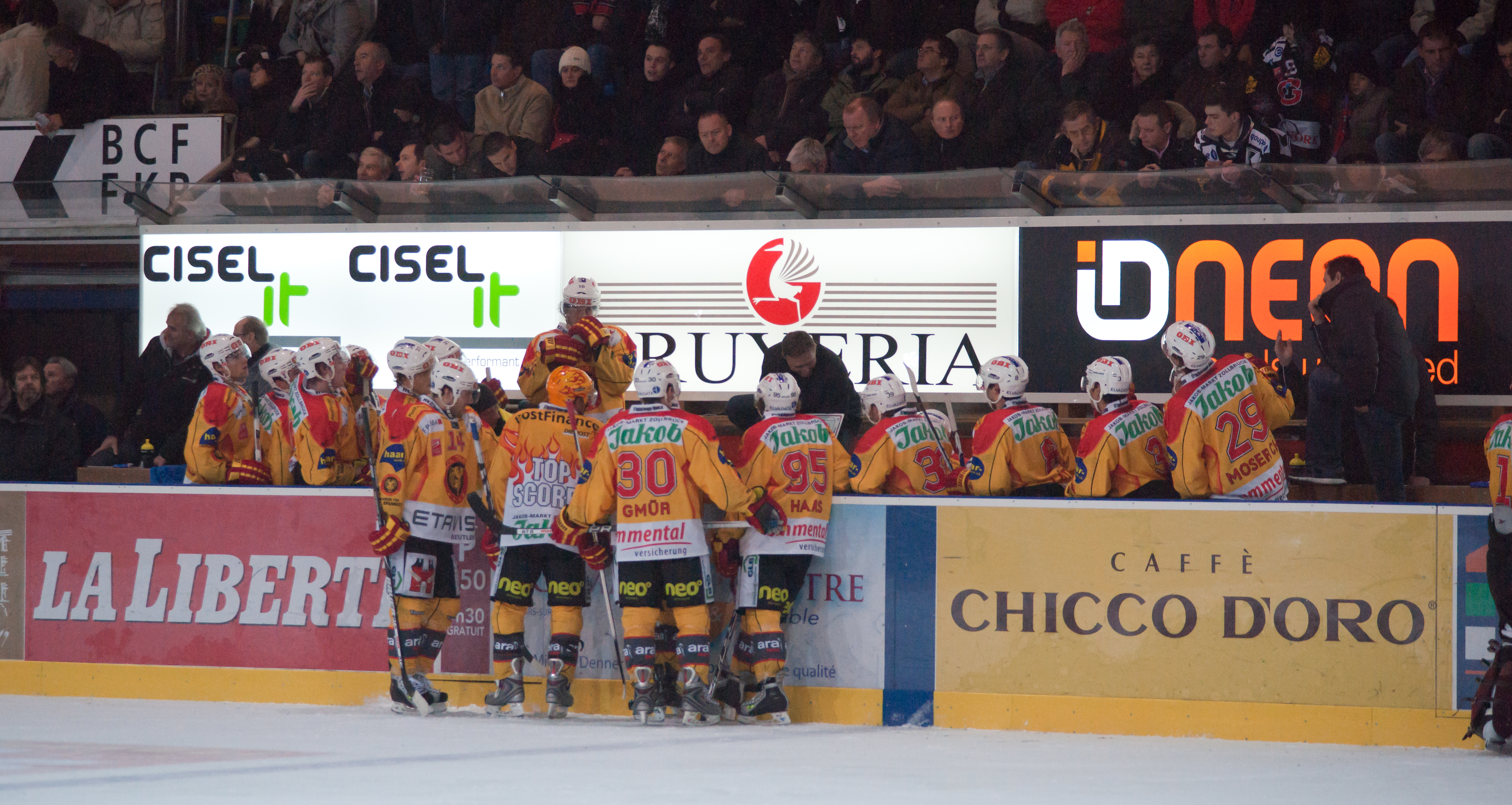
Au hockey sur glace.
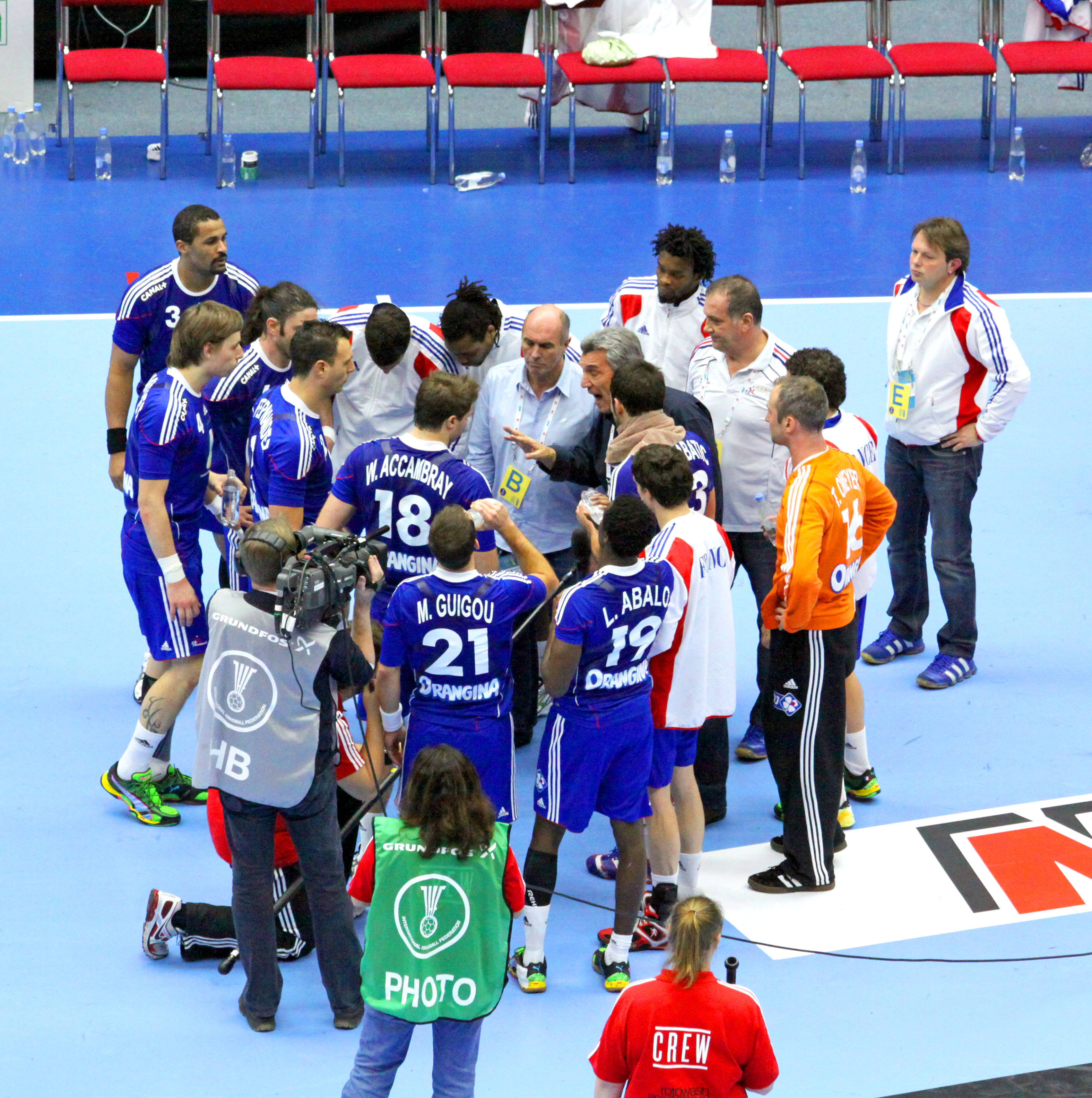
Au handball.
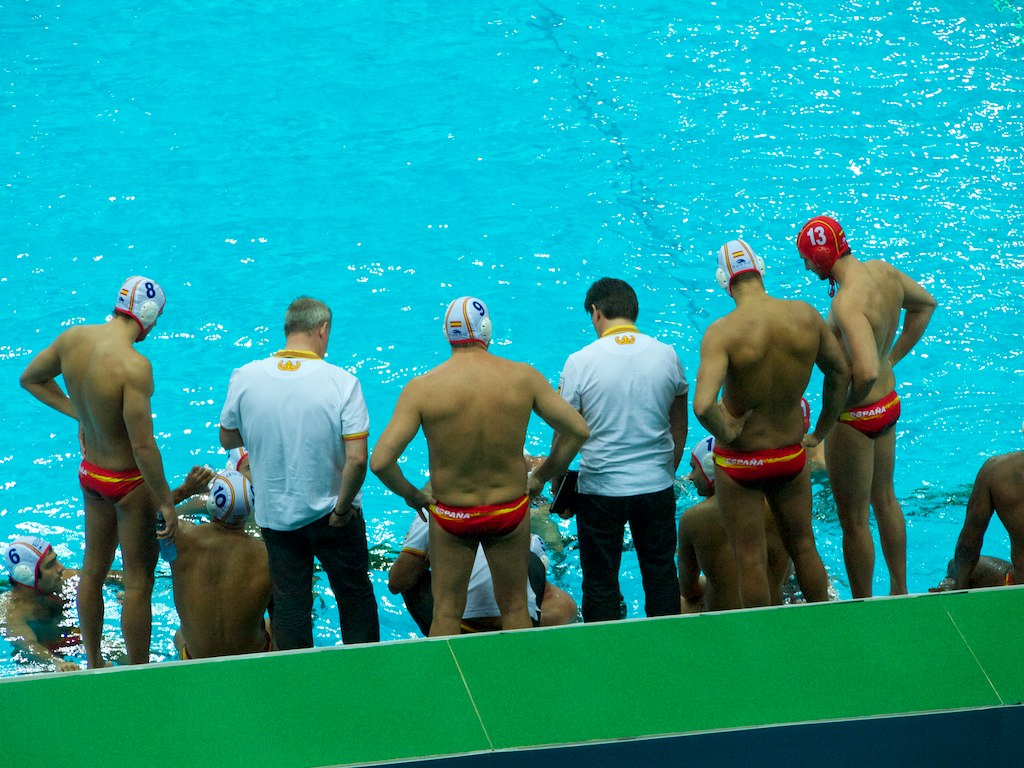
Au water-polo.
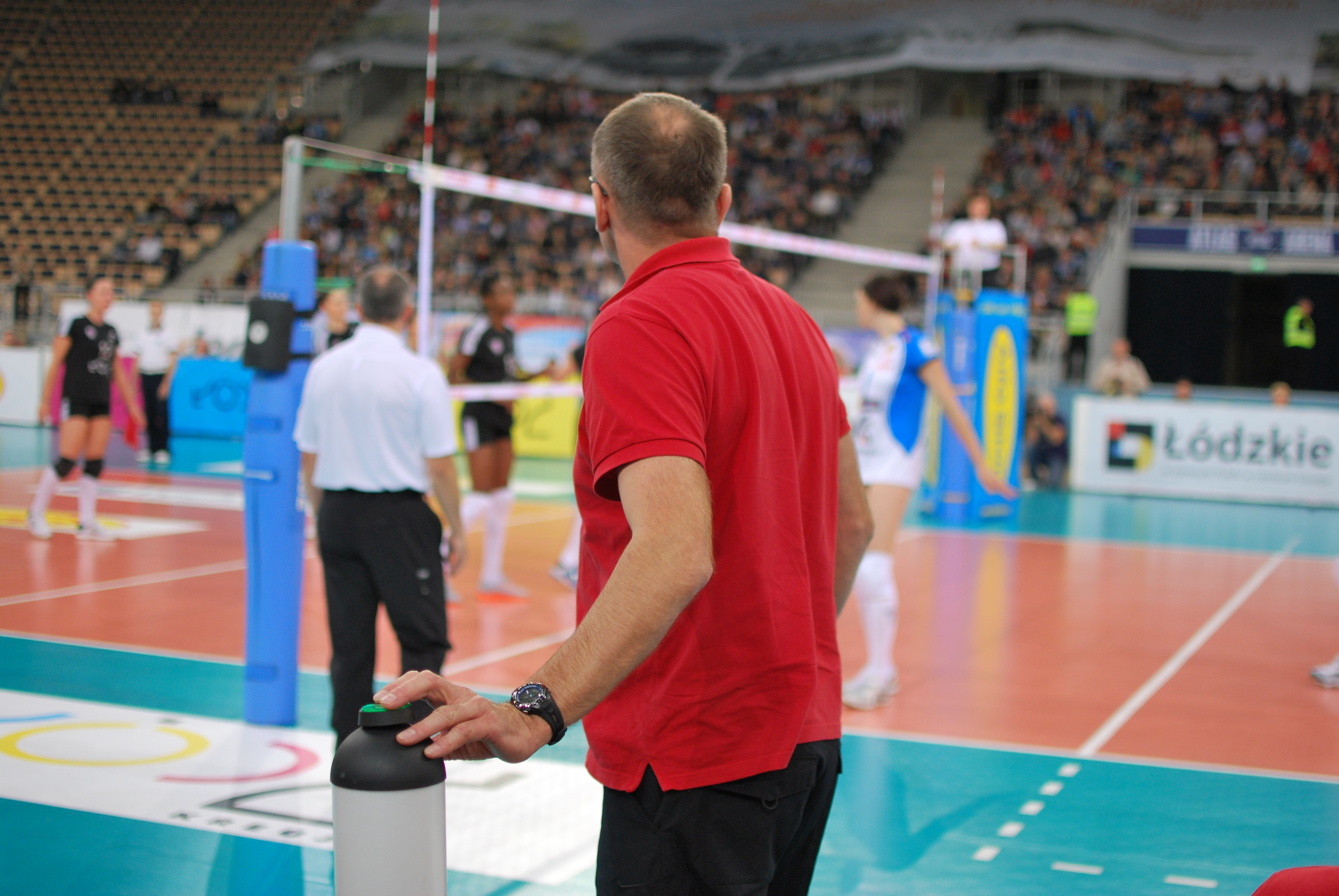
Au volley-ball, l'entraîneur faisant une demande de temps mort.
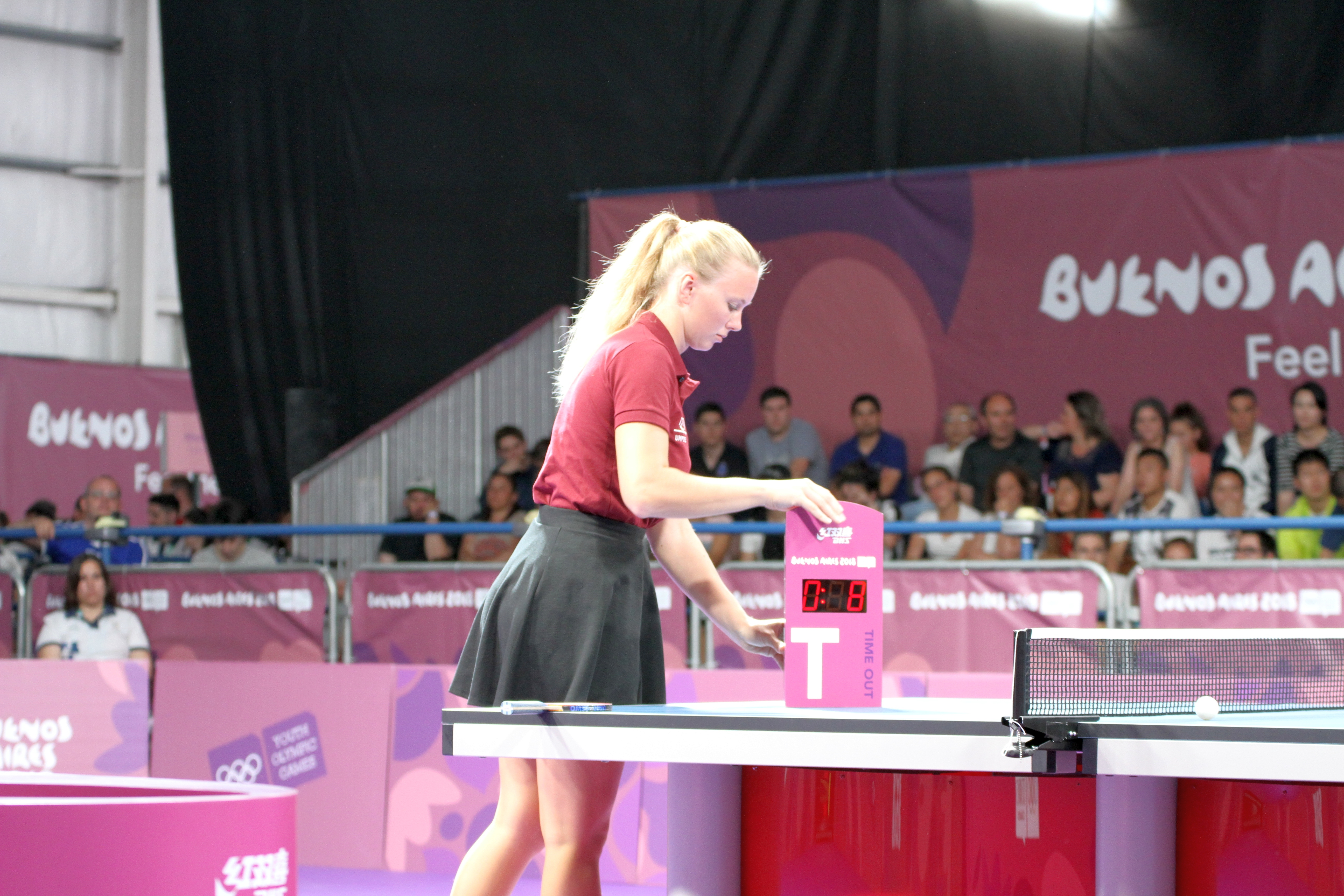
Chronomètre de temps mort au tennis de table.